# Strikeserien
Strikeserien är en dator- och TV-spelsserie bestående av shoot 'em up med krigstema, där man oftast styr någon form av militärt fordon, i första spelet närmare bestämt en militärhelikopter. Serien har funnits sedan 1992.

## Spel

### Huvudserien
| Titel                             | Släppår |
| --------------------------------- | ------- |
| Desert Strike: Return to the Gulf | 1992    |
| Jungle Strike                     | 1993    |
| Urban Strike                      | 1994    |
| Soviet Strike                     | 1996    |
| Nuclear Strike                    | 1997    |

### Fotnoter
1. ↑  ”Electronic Arts' Strike series” (på engelska). Mobygames. http://www.mobygames.com/game-group/electronic-arts-strike-series. Läst 21 april 2015.